# Faucigny (Alta Saboya)
 Faucigny  (en francoprovenzal Fôcegni) es una población y comuna francesa, en la región de Ródano-Alpes, departamento de Alta Saboya, en el distrito y cantón de Bonneville.

## Geografía
La comuna está situada al noroeste de Bonneville, sobre la vertiente norte del valle del Arve.

## Historia
Faucigny fue un importante señorío de Saboya entre los siglos XI y XIII. Dio su nombre a la provincia de Faucigny en el ducado de Saboya.

## Demografía
| 219                       | 257 | 257 | 290 | ABS. | 324 | 359 | ABS. | 423 | 337 | 354 | 394 | 423 | 410 | 395 | 414 | 402 | 372 | 379 | 342 | 300 | 251 | 250 | 230 | 204 | 197 | 194 | 172 | 201 | 254 | 329 | 413 | 494 |
| (Fuente: INSEE y Cassini) |     |     |     |      |     |     |      |     |     |     |     |     |     |     |     |     |     |     |     |     |     |     |     |     |     |     |     |     |     |     |     |     |

## Lista de alcaldes
- marzo de 2008 - actualidad: Bernard Chatel

## Ciudades hermanadas
- Camandona